# Plan D

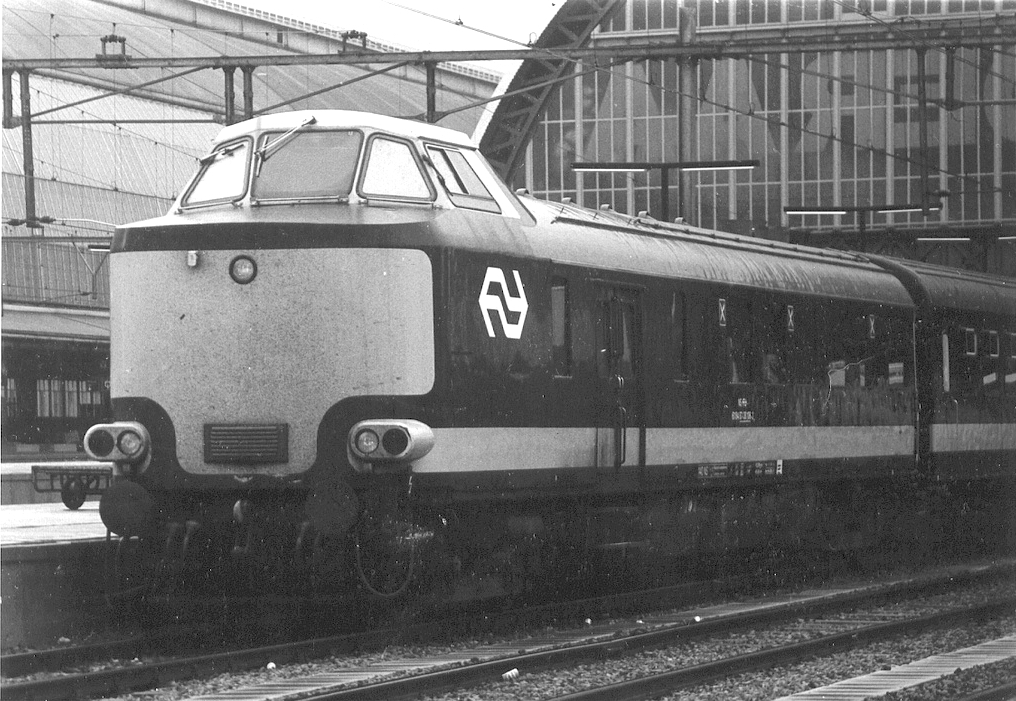
Een tot stuurstandrijtuig verbouwd Plan D-rijtuig in de Beneluxtrein.

Plan D is de typeaanduiding voor een serie getrokken rijtuigen die tussen 1950 en 1987 werd ingezet door de Nederlandse Spoorwegen.
In 1949 besloot de NS het door de oorlog ernstig uitgedunde materieelpark aan te vullen met zeventig D-trein-rijtuigen die de typeaanduiding Plan D kregen. De bestelling bij Werkspoor en Beijnes omvatte twintig rijtuigen met eerste en tweede klas (AB's), veertig rijtuigen met derde klas (C's) en tien rijtuigen met restauratie en bagageafdeling (RD's).
De bakconstructie kwam grotendeels overeen met die van de voor 1940 gebouwde bolkoprijtuigen. De vloeren, die voorheen van hout waren, werden nu uit geribbeld plaatmateriaal, opgevuld met kurk, vervaardigd. Door dit geribbelde materiaal toe te passen konden verschillende dwarsconstructies vervallen. Ook de draaistellen waren van een ander ontwerp, voortkomend vanuit het vooroorlogse ontwerptype "IT", nu type "S".
Uiterlijk veranderde het rijtuig door het aanbrengen van dakgoten en elektrische sluitseinen. De voorheen gebruikte sluitseinijzers bleven gehandhaafd vanwege de internationale inzet. Ook hadden de rijtuigen een coupé minder dan de oude bolkoprijtuigen.
De rijtuigen werden vanaf 1950 in dienst gesteld in de toen nieuwe turkooise kleurstelling. Getrokken door de ook nieuwe, en in dezelfde kleur afgeleverde, elektrische locomotieven van de series 1100, 1200 en 1300 werden zij ingezet voor exprestreinen. Na enkele jaren werd het besmettelijke turquoise vervangen door de kleur berlijns blauw, die zij tot het einde behielden.
Met uitzondering van de RD's gingen deze rijtuigen in de periode 1974-1978 buiten dienst. Door toegenomen capaciteitsvraag op de verbinding Amsterdam – Brussel, begin jaren zeventig, werden na een succesvolle proefrit in 1974 8 RD's omgebouwd tot stuurstandrijtuig voor Beneluxtreinen in trek-duwbedrijf. In die hoedanigheid hebben deze rijtuigen dienstgedaan tot 1987, toen zij afgelost werden door de op basis van het ICR-ontwerp nieuw gebouwde rijtuigen in geel-rode uitmonstering.
Van Plan D zijn bij het Nederlands Spoorwegmuseum twee rijtuigen bewaard gebleven, bij de Vereniging tot Behoud van Spoormaterieel Haarlem één rijtuig en bij de Veluwse Stoomtrein Maatschappij drie rijtuigen.
| huidige nummer | originele nummer | huidige eigenaar                                                           |
| -------------- | ---------------- | -------------------------------------------------------------------------- |
| A 7704         | AB 7704          | Voorheen Stoom Stichting Nederland, daarna Veluwse Stoomtrein Maatschappij |
| A 7705         | AB 7705          | Veluwse Stoomtrein Maatschappij                                            |
| A 7709         | AB 7709          | Nederlands Spoorwegmuseum                                                  |
| B 7838         | C 7838           | Veluwse Stoomtrein Maatschappij                                            |
| WRDk 7658      | RD 7658          | Voorheen VSM, voorheen BSH te Haarlem en nu bij de stichting 2454          |
| RD 7659        | RD 7659          | Nederlands Spoorwegmuseum                                                  |